# درک هارپر
درک هارپر (انگلیسی: Derek Harper؛ زادهٔ ۱۳ اکتبر ۱۹۶۱) یک بازیکن بسکتبال اهل ایالات متحده آمریکا است. از باشگاه‌هایی که او در ۱۶ فصل حضور در لیگ اتحادیه ملی بسکتبال در آن بازی کرده‌است می‌توان به دالاس ماوریکس نیویورک نیکس، لس‌آنجلس لیکرز، و اورلاندو مجیک اشاره کرد.